# 天会 (金朝)
天會（1123年九月—1137年）是金太宗唯一的一个年號。共15年。天會十三年（1135年）正月金熙宗即位繼續使用這個年號。

## 大事记
天輔七年（1123年）八月二十八日（戊申；西曆9月19日），金太祖崩。九月六日（丙辰；西曆9月27日），金太宗即皇帝位。十六日（丙寅；西曆10月7日），大赦中外。改天輔七年為天會元年。
天會十三年（1135年）正月二十五日（己巳；西曆2月9日），太宗崩。二十六日（庚午；西曆2月10日），金熙宗即位。
天會十五年（1137年）十二月二十六日（癸未；西曆2月7日），有詔明年改元天眷。

## 纪年
| 天會 | 元年   | 二年   | 三年   | 四年   | 五年   | 六年   | 七年   | 八年   | 九年   | 十年   |
| ---- | ------ | ------ | ------ | ------ | ------ | ------ | ------ | ------ | ------ | ------ |
| 公元 | 1123年 | 1124年 | 1125年 | 1126年 | 1127年 | 1128年 | 1129年 | 1130年 | 1131年 | 1132年 |
| 干支 | 癸卯   | 甲辰   | 乙巳   | 丙午   | 丁未   | 戊申   | 己酉   | 庚戌   | 辛亥   | 壬子   |
| 天會 | 十一年 | 十二年 | 十三年 | 十四年 | 十五年 |        |        |        |        |        |
| 公元 | 1133年 | 1134年 | 1135年 | 1136年 | 1137年 |        |        |        |        |        |
| 干支 | 癸丑   | 甲寅   | 乙卯   | 丙辰   | 丁巳   |        |        |        |        |        |

## 其他政权同期使用的年号

### 中國
- - 宣和（1119年－1125年）：宋—宋徽宗趙佶之年號
  - 靖康（1126年－1127年）：宋—宋欽宗趙桓之年號
  - 建炎（1127年－1130年）：宋—宋高宗趙構之年號
  - 明受（1129年）：宋—元懿太子赵旉之年號
  - 紹興（1131年－1162年）：宋—宋高宗趙構之年號
  - 阜昌（1130年－1137年）：宋時期—劉豫之年號
  - 天载（1130年）：南宋時期—鍾相之年號
  - 大聖天王（1133年－1135年）：宋時期—杨幺之年號
  - 保大（1121年－1125年）：遼—遼天祚帝耶律延禧之年號
  - 神曆（1123年）：北遼—梁王耶律雅里之年號
  - 天嗣（1123年）：奚—蕭幹之年號
  - 延慶（1124年－1133年）：西遼—遼德宗耶律大石之年號
  - 康國（1134年－1143年）：西遼—遼德宗耶律大石之年號
  - 元德（1119年－1127年）：西夏—夏崇宗李乾順之年號
  - 正德（1127年－1134年）：西夏—夏崇宗李乾順之年號
  - 大德（1135年－1139年）：西夏—夏崇宗李乾順之年號
  - 嘉永（1122年－1128年）：大理國—段正嚴之年號
  - 保天（1129年－1127年）：大理—段正嚴之年號

### 越南
- - 天符睿武（1120年－1126年）：李朝—李乾德之年號
  - 天符慶壽（1127年）：李朝—李乾德之年號
  - 天順（1128年－1132年）：李朝—李陽煥之年號
  - 天彰寶嗣（1133年－1138年）：李朝—李陽煥之年號

### 日本
- - 保安（1120年－1124年）：鳥羽天皇與崇德天皇之年号
  - 天治（1124年－1126年）：崇德天皇之年号
  - 大治（1126年－1131年）：崇德天皇之年號
  - 天承（1131年－1132年）：崇德天皇之年號
  - 長承（1132年－1135年）：崇德天皇之年號
  - 保延（1135年－1141年）:日本崇德天皇

## 深入閱讀
- 李崇智. . 北京: 中華書局. 2004年12月. ISBN 7101025129.
- 鄧洪波. . 臺北: 國立臺灣大學東亞經典與文化研究計劃. 2005年3月  [2022-01-03]. ISBN 9789860005189. （原始内容 (pdf)存档于2007-08-25）.